# Alloy Entertainment
Alloy Entertainment (früher 17th Street Productions) ist ein US-amerikanisches Book-Packaging- und Fernsehproduktionsunternehmen. Alloy ist ein führender Anbieter sogenannter Chick-lit-Romane, die sich besonders an Teenager und junge Frauen richten. Dazu gehören unter anderem die Bücherserien Tagebuch eines Vampirs (Vampire Diaries) und Die Glamour-Clique (The Clique). Der Sitz des Unternehmens befindet sich in New York City.
Alloy Entertainment tritt auch als Co-Produzent mehrerer Fernsehserien wie Gossip Girl in Erscheinung. Dabei handelt es sich allesamt um Buchadaptionen. Am 11. Juni 2012 wurde Alloy Entertainment von Warner Bros. Television übernommen.

## Liste der Produktionen
Die folgende Liste enthält eine Auswahl an Produktionen von Alloy Entertainment.
Fernsehserien
- 2007–2012: Gossip Girl
- 2008: Samurai Girl
- 2008–2009: Privileged
- 2009–2017: Vampire Diaries (The Vampire Diaries)
- 2010: Huge
- 2010–2017: Pretty Little Liars
- 2011: The Nine Lives of Chloe King
- 2011: First Day 2: First Dance
- 2011–2012: The Secret Circle
- 2011–2013: The Lying Game
- 2012: How to Rock
- 2012–2013: 666 Park Avenue
- 2013–2018: The Originals
- 2013–2014: Ravenswood
- 2014–2020: The 100
- seit 2018: You – Du wirst mich lieben
- 2018–2022: Legacies
- 2021–2023: Gossip Girl
- seit 2022: Pretty Little Liars: Original Sin

Filme
- 2005: Eine für 4 (The Sisterhood of the Traveling Pants)
- 2008: Eine für 4 – Unterwegs in Sachen Liebe (The Sisterhood of the Traveling Pants 2)
- 2008: Spritztour (Sex Drive)
- 2008: Die Glamour-Clique – Cinderellas Rache (The Clique)
- 2012: Beste FReinde (Frenemies)
- 2023: Du bist sowas von nicht zu meiner Bat-Mizwa eingeladen (You Are So Not Invited To My Bat Mitzvah)